# Plain White T's
Plain White T's er et amerikansk rockband fra Lombard i Illinois, som blev dannet i1997 af high school-vennerne Tom Higgenson, Dave Tirio og Ken Fletcher. Kort efter sluttede Steve Mast sig til gruppen. De havde hovedsageligt en følgerskare i Chicagos musikalske underverden, på natklubber og barer i de første år.
Gruppen fik deres første nummer-1 hit i USA med sangen "Hey There Delilah", som blev certificeret platin i 2007 og modtog to Grammy-nomineringer. Deres sange "1234" og "Rhythm of Love" blev certificeret platin i hhv. 2009 og 2011.

## Medlemmer
Nuværende medlemmer
- Thomas John "Tom" Higgenson – forsanger, akustisk guitar, keyboards (1997–nu), rytmeguitar (1997–2003), lead guitar (1997), baggrundsvokal (2002–nu)
- Dave Tirio – rytmeguitar (2003–nu), trommer, percussion (1997–2003)
- Tim G. Lopez – lead guitar, baggrunds- og fosanger (2002–nu)
- Mike Retondo – bas, baggrundsvokal (2002–nu)
- De'Mar Randell Hamilton – drums, percussion, baggrundsvokal (2003–nu)

Tidliger medlemmer
- Steve Mast – lead guitar, baggrundsvokal (1997–2002)
- Ken Fletcher – bas (1997–2002)

Tidslinje

## Diskografi
- Come on Over (2000)
- Stop (2002)
- All That We Needed (2005)
- Every Second Counts  (2006)
- Big Bad World (2008)
- Wonders of the Younger (2010)
- American Nights (2015)
- Parallel Universe (2018)